# Бєломорськ

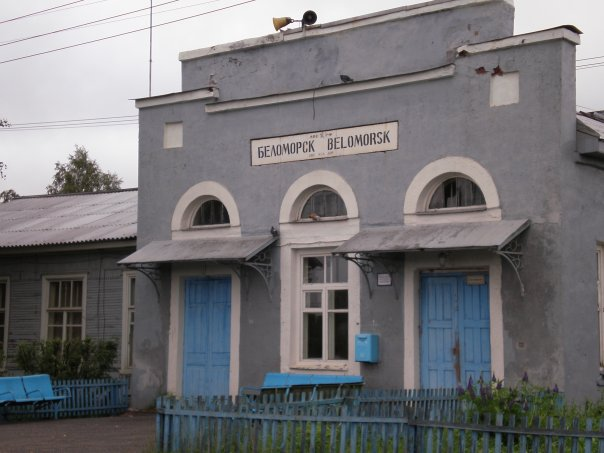
Вокзал у Бєломорську

Бєломо́рськ (рос. Беломорск, карел. Šuomua) — місто, центр Бєломорського району Карелії. Населення — 12,6 тис. осіб (2005).
Лежить на островах біля виходу Біломорсько-Балтійського каналу в Біле море. Острови з'єднано мостами та дамбами. 
- Є порт і залізничний вузол.
- Рибна, лісопильна, деревообробна промисловість.

| Росія | Це незавершена стаття з географії Росії. Ви можете допомогти проєкту, виправивши або дописавши її. |